# Окаи, Тисато
Тисато Окаи (яп. 岡井 千聖, род. 21 июня 1994 года в префектуре Сайтама, Япония) — японский идол, певица, участница гёрл-группы °C-ute.

## Карьера
В 2002 году Тисато Окаи приняла участие в прослушивании в Hello! Project Kids, нового проекта в рамках Hello! Project. Она стала одной из 15 победительниц, всего же было подано 27958 заявок.

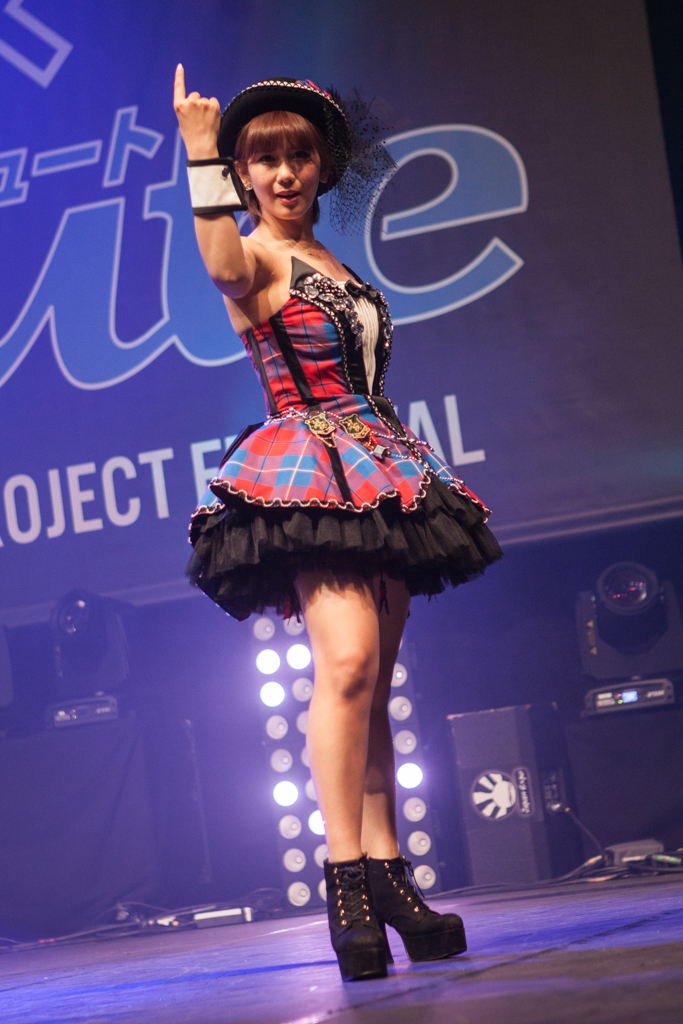

В январе 2004 года из восьми участниц Hello! Project Kids была сформирована группа Berryz Kobo, но Окаи туда не попала. Надо сказать, что, объявляя о создании новой группы, продюсер проекта Цунку сказал, что состав Berryz Kobo будет меняться, и он собирается ротировать через неё всех участников Hello! Project Kids, но ротаций так и не случилось.
В июне 2005 года из оставшихся вне Berryz Kobo семи девочек была сформирована группа Cute. Дебютировала группа в феврале 2006, свой первый инди-сингл выпустила в мае, а первый сингл на мейджор-лейбле в феврале 2007.
В сентябре 2007 года был основан новый юнит под названием Athena & Robicarrots. В группе были четыре участницы: Тисато, Риса Ниигаки, Айка Мицуи и Саки Накадзима. Задачей группы было исполнение открывающих и закрывающих тем в аниме Robby & Kerobby. Когда же к весне 2008 года анимационный сериал закончился, группа перестала выступать и записывать новые песни.
В 2009 году Окаи была введена в состав реинкарнации группы Tanpopo, которая называлась Tanjopo#. Вместе с ней в группе были Эри Камэи, Юрина Кумаи и Айка Мицуи.
Осенью 2010 года Тисато записала дэнс-кавер (танцевальное видео) на самый последний на тот момент сингл её группы (Cute), «Dance de Bakoon». Видео было выложено на официальный канал Cute на YouTube 9 ноября и за два дня собрало 100000 просмотров. На волне успеха этого видео на канал были загружены и другие дэнс-каверы в её исполнении, а одну из песен, «LOVE Namida Iro» Аи Мацуры, Тисато спела сама сольно. Кроме того, 27 ноября эта песня была выпущена как цифровой сингл на iTunes, став дебютным цифровым синглом Тисато.
25 января 2011 года Окаи дала свой первый сольный концерт. Концерт был озаглавлен «Chisato Okai (Cute) Solo Live 2011 Vol. 1: Kaisha de Odotte Mita!!» и состоялся в Pacific Heaven.

## Группы и юниты Hello! Project
- Hello! Project Kids
- H.P. All Stars (2004)
- °C-ute (2005 — настоящее время)
- Athena & Robicarrots (2007–?)
- Hello! Project Mobekimasu (2011)

### В рамках Satoumi Movement
- Mellowquad (яп. メロウクアッド) (2013–?)

## Дискография
Список релизов группы Cute см. в дискографии Cute.

### Инди-синглы
| № | Название              | Дата выпуска |
| - | --------------------- | ------------ |
| 1 | «Romantic Ukare Mode» | 17 мая 2011  |

### Цифровые синглы
| № | Название                                      | Дата выпуска    |
| - | --------------------------------------------- | --------------- |
| 1 | «LOVE Namida Iro»                             | 27 ноября 2010  |
| 2 | «Egao ni Namida (Thank You! Dear My Friends)» | 10 декабря 2010 |
| 3 | «Manatsu no Kousen»                           | 10 декабря 2010 |
| 4 | «Romantic Ukare Mode»                         | 24 января 2011  |
| 5 | «Furusato»                                    | 30 марта 2011   |

### Цифровые альбомы
- Okai Chisato Solo Collection Vol. 2 (2012)

### Другие сольные песни
- «Tokai no Neon ga Odoroku Kurai no Utsukushisa ga Hoshii» (яп. 都会のネオンが驚くくらいの美しさがほしい) (2 февраля 2012)
- «Kimi wa Jitensha Watashi wa Densha de Kitaku» (яп. 君は自転車　私は電車で帰宅) (кавер песни группы Cute) (18 апреля 2012)
- «Kanashiki Heaven» (Okai Part Version) (яп. 悲しきヘブン) (18 апреля 2013)

### Сольные DVD
| № | Название              | Дата выпуска    |
| - | --------------------- | --------------- |
| 1 | Chissā (яп. ちっさー) | 24 декабря 2010 |
| 2 | IMP. GIRL             | 9 декабря 2011  |

## Фильмография

### Фильмы
- Koinu Dan no Monogatari (яп. 仔犬ダンの物語) (14 декабря 2002)
- Hotaru no Hoshi (яп. ほたるの星) (5 июня 2004)
- Ousama Game (яп. 王様ゲーム) (17 декабря 2011) в роли Каори Маруоры
- Gomennasai (яп. ゴメンナサイ) (2011)

### Телевизионные сериалы
- Tokusou Shirei! Aichi Police (яп. 特捜指令！アイチ★ポリス) (2011)
- Suugaku♥Joshi Gakuen (яп. 数学♥女子学園) (2012)

### Телепередачи
- Hello! Morning (яп. ハロー! モーニング) (2002–2007)
- Haromoni@ (яп. ハロモニ@) (2007–2008)
- Berikyuu! (яп. ベリキュー!) (2008)
- Yorosen! (яп. よろセン!) (2008–2009)
- Bijo Gaku (яп. 美女学) (2010–2011)
- Hello Pro! Time (яп. ハロプロ！ＴＩＭＥ) (2011–2012)
- Hello! Satoyama Life (яп. ハロー！ＳＡＴＯＹＡＭＡライフ) (2012–2013)
- GOGO! Smile! (яп. ゴゴスマ) (2013–?)

#### Другое
- 54-й NHK Kouhaku Uta Gassen — бэк-дансер (подтанцовка) Аи Мацуры (31 декабря 2003)

### Театральные пьесы
- 34 Choume no Kiseki -Here's Love- (яп. 34丁目の奇跡 -HERE'S LOVE-) (27 ноября — 28 декабря 2004)
- 1974 (Ikunayo) (яп. 1974(イクナヨ)) (March 17–22, 2011)
- Stronger (яп. ストロンガー) (2012)
- Theater in The Round (яп. 青山円形劇場) (2012)
- Sakura no Hanataba (яп. さくらの花束)

## Фотокниги
| № | Название                                   | Дата выпуска    |
| - | ------------------------------------------ | --------------- |
| 1 | Chisato (яп. 千聖) - 1-я сольная фотокнига | 24 декабря 2010 |

### Цифровые фотокниги
- Alo-Hello! Cute (Chisa Version) (яп. アロハロ！℃-ute) (5 октября 2010)
- Cutest (Chisa Version) (6 марта 2012)
- Alo-Hello! Cute 2012 (Chisa Version) (яп. アロハロ！℃-ute 2012)) (22 октября 2012)

## Сольные ивенты
- Chisato Okai (Cute) Solo Live 2011 Vol. 1: Kaisha de Odotte Mita!! (яп. 岡井千聖（℃-ute）Solo Live 2011 Vol.1〜会社で踊ってみた!!〜) (25–26 января 2011)
- Chisato Okai (Cute) Solo Live 2011 Vol. 2: Hanzōmon de Odotte Mita!! (яп. 岡井千聖（℃-ute）Solo Live 2011 Vol.2〜半蔵門で踊ってみた!!〜) (13–14 февраля 2011)